# خصائص الفلزات، أشباه الفلزات واللا فلزات
يمكن تقسيم العناصر الكيميائية على نطاق واسع إلى فلزات وأشباه فلزات ولا فلزات وفقًا لخصائصها الفيزيائية والكيميائية المشتركة. جميع الفلزات لها مظهر لامع (على الأقل عندما تكون مصقولة حديثًا)؛ موصلات جيدة للحرارة والكهرباء؛ تشكيل سبائك مع فلزات أخرى؛ ولها على الأقل أكسيد أساسي واحد. أشباه الفلزات هي مواد صلبة هشة ذات مظهر معدني وهي إما أشباه موصلات أو موجودة في أشكال شبه موصلة، ولها أكاسيد مذبذبة أو حامضية ضعيفة. اللافلزات النموذجية لها مظهر باهت أو ملون أو عديم اللون؛ تكون هشة عندما تكون صلبة؛ موصلات سيئة للحرارة والكهرباء؛ ولها أكاسيد حمضية. تشترك معظم أو بعض العناصر في كل فئة في مجموعة من الخصائص الأخرى؛ تحتوي بعض العناصر على خصائص إما شاذة نظرًا لفئتها أو غير عادية.